# Revuelta de 1907 (Rumanía)
La Revuelta campesina de 1907 en Rumanía estalló en febrero de ese año en Moldavia y se extendió rápidamente, llegando a Valaquia. La principal causa fue el descontento de los campesinos por la desigualdad de la distribución de la tierra, que estaba en manos de un número reducido de grandes terratenientes. 

## Antecedentes
La mayoría de los grandes terratenientes preferían vivir en las ciudades y no se preocupaban por la administración de sus propiedades. Alquilaban sus haciendas a intermediarios (arendași, arrendatarios en rumano) a cambio de una renta fija (arendă). El arrendatario debía administrar la tierra y tratar de sacar el máximo beneficio en el mínimo tiempo posible. La mano de obra era abundante y barata y no animaba a los arrendatarios a invertir en la modernización de las explotaciones. Los arrendatarios a su vez subarrendaban parcelas de las fincas a los campesinos a cambio de un pago en dinero o en especie. Los arrendatarios eran mal vistos entre los campesinos que desarrollaron un cierto antisemitismo al ser una parte de aquellos judíos (el 27 % del total).
La competencia del grano estadounidense y ruso había hecho poco competitivo al rumano, y los terratenientes decidieron competir explotando a los campesinos, imponiéndoles condiciones de trabajo de miseria: «con una alimentación infrahumana debían producir un trabajo sobrehumano».

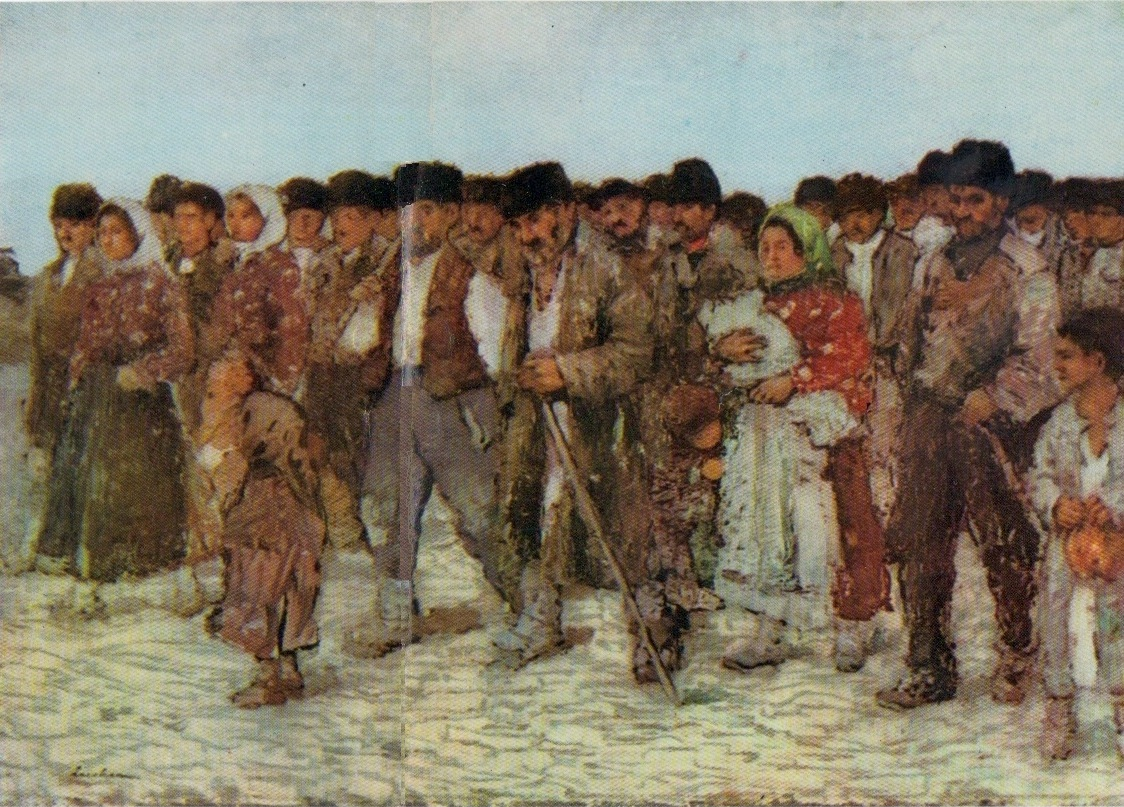
"La distribución del maíz", de Ştefan Luchian, 1897, que muestra la estrechez de la vida de la mayoría de los campesinos rumanos a finales del siglo XIX.

En 1893 se promulgó una ley que dificultaba la emigración a América de los labradores e incluso su traslado a otra aldea, tratando de atarlos a la tierra.
A finales del siglo XIX y principios del XX, los campesinos formaban cerca del 80 % de la población rumana, y un 60 % de ellos tenían una tierra escasa o nula, mientras los grandes terratenientes poseían más de la mitad de las tierras cultivables (40,23 % del territorio en propiedades de más de 100 hectáreas en 1917). A finales de siglo, el 56,8 % de los latifundios de más de 500 ha y el 72 % de los mayores de tres mil se explotaban en régimen de arrendamiento.
Las condiciones de vida eran penosas: miles de niños no probaban la leche hasta los doce años de edad, habían amplias zonas del país con enfermedades endémicas, el alcoholismo era un problema habitual (para engañar el hambre) y las infraestructuras estatales de higiene o transporte eran escasas o nulas. La situación se agravó con el rápido crecimiento de la población, que llevó a la división de las parcelas entre la descendencia y al aumento de las rentas por el alquiler de las tierras dada su creciente escasez.
Esta situación de injusticia y explotación fue alimentando un descontento creciente, que se reflejó en algunas revueltas anteriores a la de 1907, como la de 1888. La crisis se agudizó por la intensificación de la situación del campo entre 1899 y 1903 y el fracaso del movimiento cooperativista, que no logró sustituir al sistema de arrendatarios.

## Desarrollo
La revuelta se inició en las tierras administradas por un arrendatario, Mochi Fischer, en el pueblo de Flămânzi (el nombre parecía predestinado, ya que literalmente significa «hambrientos»). Se negó a firmar contratos con los campesinos locales. La familia judía austriaca Fischer subarrendaba cerca del 75 % de la tierra cultivable de tres condados rumanos en Moldavia (la llamada «Fischerland»). 
Los campesinos, temiendo que se quedarían sin trabajo y, sobre todo, sin comida, comenzaron a actuar violentamente. Mochi Fischer se asustó y huyó a casa de un amigo suyo en Chernivtsi (capital de Bucovina, entonces parte del Imperio austrohúngaro), dejando a los campesinos sin contratos. El temor a quedarse sin trabajo, junto con las actividades de algunos presuntos agentes austrohúngaros, llevó a los campesinos a rebelarse. La revuelta se extendió velozmente por la mayor parte de Moldavia, siendo destruidas las propiedades de algunos terratenientes y heridos y muertos algunos arrendatarios. El gobierno conservador, incapaz de hacer frente a la situación, dimitió, dando paso a un gabinete de sus adversarios liberales del PNL, encabezado por Dimitrie Sturdza.
El 18 de marzo se proclamó el estado de excepción, y a continuación, la movilización general, reclutándose 140 000 soldados hasta el 29 de marzo. El Ejército rumano comenzó a disparar a los campesinos, muriendo miles de ellos y más de 10 000 fueron arrestados. 
El número exacto de víctimas no se conoce. De hecho, los hechos mismos no están completamente claros, ya que el rey Carol I ordenó que todos los documentos relativos a estos acontecimientos fuesen destruidos, para que el Gobierno liberal no pudiese ser juzgado responsable por un posterior Gobierno conservador.
El número de muertos reportados por los diplomáticos que se encontraban en Rumanía en el momento es el siguiente: entre tres mil y cinco mil (cifras de los diplomáticos austríacos), y entre diez mil  y veinte mil (cifras de los diplomáticos franceses). Los historiadores dan cifras de entre tres mil y dieciocho mil, siendo la más utilizada la de once mil.
Los acontecimientos siguieron resonando en la conciencia de Rumanía y fueron objeto de una de las mejores novelas del período de entreguerras, Răscoala ("La Revuelta"), de Liviu Rebreanu, publicada en 1932. También fue objeto de un cuadro de Octav Băncilă, y de una estatua monumental que aún se puede ver en Bucarest.

## Conclusiones y legado
La propaganda antisemita buscó culpar de la revuelta a los intermediarios judíos, mayoritarios entre los arrendatarios de Moldavia (en Valaquia eran sobre todo búlgaros y griegos). Sin embargo, el antisemitismo de los campesinos no explica la magnitud de la revuelta, que rápidamente se extendió a zonas donde había muy pocos o ningún intermediario judío. De hecho, la mayor intensidad del levantamiento se dio en Oltenia (suroeste del país), donde la presencia judía era mínima y donde la mayoría de los intermediarios eran rumanos. 
La rebelión supuso un toque de atención brutal a las clases poderosas de la nación sobre la insoportable miseria de la mayoría de la población y desencadenó una serie de análisis políticos, sociales y económicos sobre la situación y las posibles medidas para cambiarla. Con el tiempo, esta toma de conciencia y el miedo a un cambio revolucionario del modelo social hicieron que, sobre todo los nacional-liberales, planteasen reformas agrarias, que no se llevaron a cabo hasta después de la Primera Guerra Mundial, obstaculizadas hasta entonces por los intereses económicos del Partido Conservador y también de muchos terratenientes miembros del Partido Liberal.
Tras la guerra también se formaron una serie de partidos que decían representar los intereses campesinos, cuya desatención durante décadas había dado lugar a la revuelta de 1907.